# Heinrich Fath

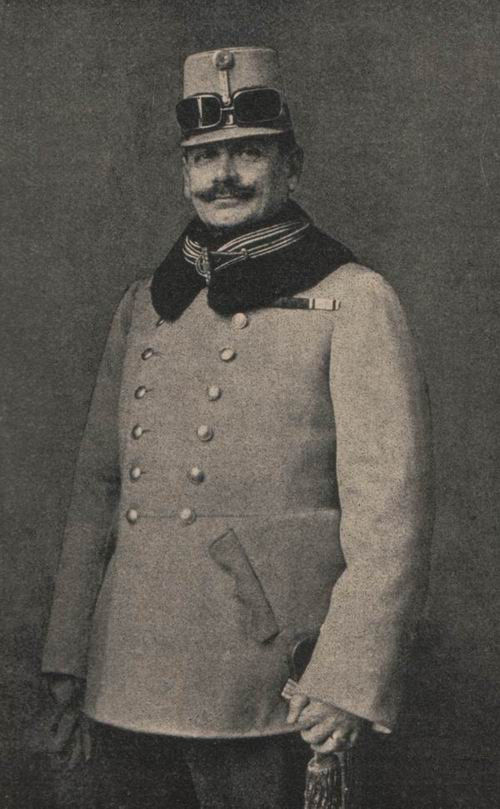
Heinrich Fath (ca. 1916)

Heinrich Fath (* 9. Mai 1863 in Klausenburg; † 13. Februar 1929 in Wien) war ein österreich-ungarischer General der Infanterie.

## Leben
Er war der Sohn des Militärrichters Rudolf Fath und besuchte das Gymnasium von Temešvár. 1876 besuchte er die Kadettenschule in derselben Stadt und trat am 9. März 1880 in die k.u.k. Armee ein. Ab August 1880 diente er beim Infanterieregiment Nr. 38 und wechselte im September 1882 zum Infanterie-Regiment Nr. 86 nach Budapest, ab 1884 besuchte er die Kriegsschule in Wien. Im Oktober 1886 zum 49. Infanterie-Brigade abkommandiert und dort im November zum Leutnant ernannt. Seit Februar 1889 bei der 2. Infanteriedivision und im Mai desselben Jahres zum Hauptmann befördert. Ab September 1890 an der Militärakademie in Wiener Neustadt und ab November 1894 Kompaniechef beim Infanterie-Regiment Nr. 76  in Ödenburg. Im November 1895 Chef des Stabes der 14. Infanteriedivision in Preßburg bei gleichzeitiger Ernennung zum Major. Die nächsten vier Jahre bis 1899 Bataillonsführer beim Infanterieregiment Nr. 19 und ab Januar 1901 in der gleichen Position zum 12. Infanterie-Regiment nach Trebinje gewechselt. Am 1. November 1901 zum Oberst befördert und im November 1902 zum Kommandanten des 28. Infanterie-Regiment in Budweis ernannt. Im September 1907 Kommandeur der 60. Infanterie-Brigade in Lemberg und am 7. Mai 1908 zum Generalmajor befördert. Im September 1909 wurde er Kommandeur der 12. Infanterie-Brigade in Klagenfurt. Seit Januar 1911 Kommandeur der 33. Infanteriedivision in Komorn und am 9. November 1911 zum Feldmarschallleutnant befördert. Im April 1913 wurde er dem Korpskommando II nach Wien zugewiesen.
Zu Beginn des Ersten Weltkrieges ab August 1914 fungierte er unter dem Festungsführer an der Donau, FZM Benda, als Militärkommandant von Wien. In dieser Position sorgte er bis 1915 als Kommandeur des „Brückenkopf Wien“ für den Ausbau der Stellungen am Bisamberg. Am 21. August 1915 erhielt er den Titel eines Generals der Infanterie (erst am 5. Mai 1916 wurde er wirklicher Gen. d. Inf.) verliehen. Am 8. November 1915 übernahm er an der Ostfront im Abschnitt der 4. Armee das nach ihm benannte Korps Fath im nördlichen Wolhynien, das der Heeresgruppe Linsingen unterstellt war. Im Sommer 1916 nahmen seine Truppen (26. und 45. Schützen- sowie 53. Infanterie-Division) am Styr an der Abwehr der Brussilow-Offensive teil, im Oktober 1916 wurde das Korps Fath in XXII. Korps umbenannt. Fath wurde im November 1916 durch FML Rudolf Krauss ersetzt und erhielt bis zum Ende des Krieges kein neues Kommando mehr. Nach dem Krieg trat er am 1. Januar 1919 in den Ruhestand. Er starb 1929 im Alter von 66 Jahren und wurde auf dem Wiener Zentralfriedhof beigesetzt. Sein Denkmal auf dem  Bisamberg (Cote 332, Fath-Höhe) wurde später zu einem Eichendorff-Denkmal umgestaltet.